# Opera (dort)

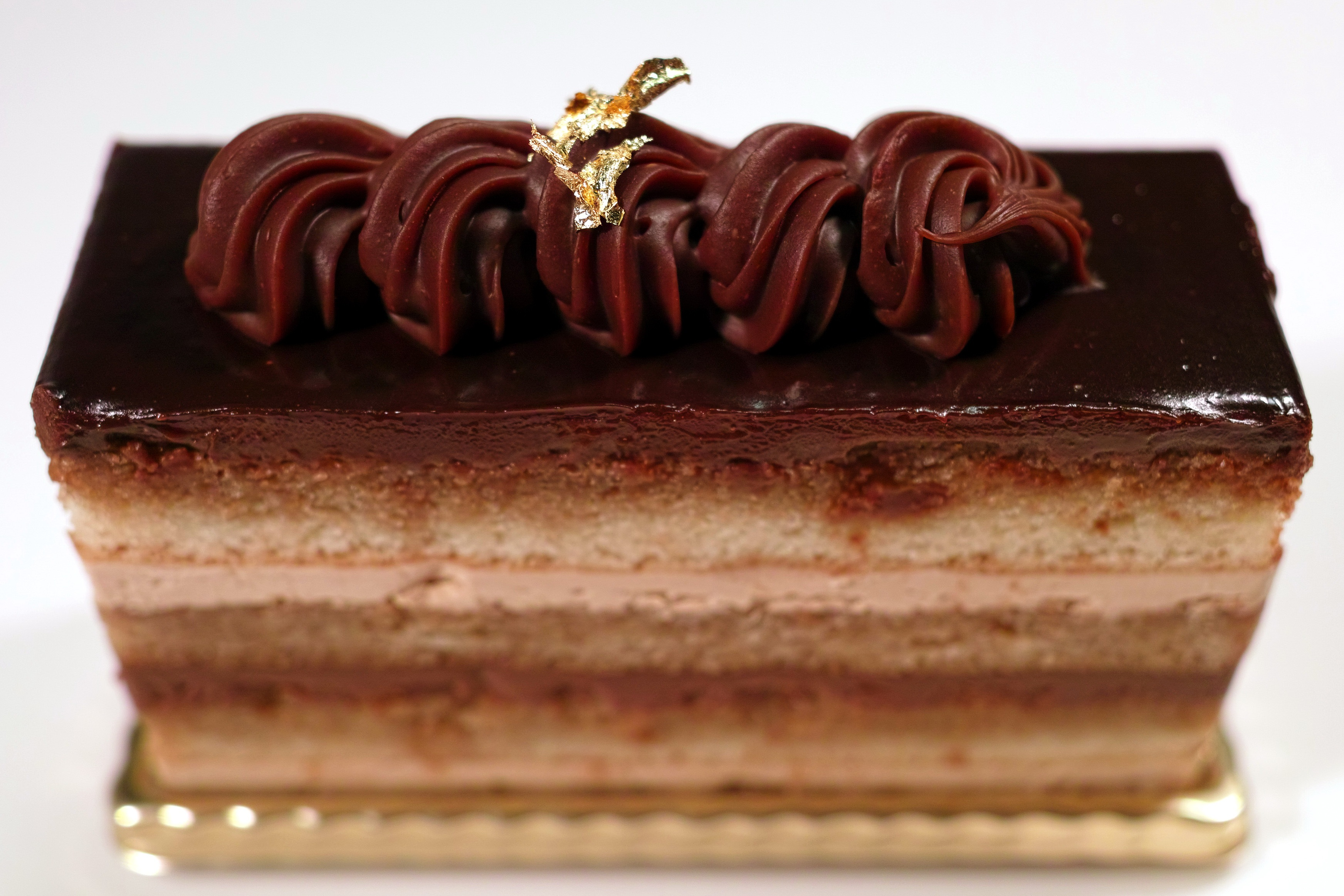
Dort Opera

Opera je francouzský vícevrstvý dort obdélníkového tvaru. Jeho základem jsou tři stejné placky z mandlového piškotového těsta (Joconde) napuštěné kávovým sirupem. Obvykle je spodní placka s prostřední spojena máslovým kávovým krémem, prostřední placka je s vrchní spojena ganáží a na vrchní placku je nanesen opět máslový kávový krém. Na tuto poslední vrstvu uhlazeného ztuhlého krému je pak aplikována čokoládová poleva. Někteří výrobci mohou mít jiné pořadí vrstev krému a ganáže.
Kdo je skutečným autorem dortu, je sporné. První zmínka o dortu Opera se objevuje ve francouzských novinách Le Gaulois již v roce 1899. V roce 1903 měl právě takový dort představit na výstavě  Culinaire v Paříži Louis Clichy. Známý výrobce dortu Opera, společnost Dalloyau, za autora prohlašuje svého zaměstnance Cyriaque Gavillon, který jej měl vytvořit v roce 1955. Výrobce Lenôtre připisuje vytvoření dortu v 60. letech zase  Gastonovi Lenôtre.